# 徐家湾乡
徐家湾乡，是中华人民共和国河南省三門峽市卢氏县下辖的一个乡镇级行政单位。

## 行政区划
徐家湾乡下辖以下地区：
徐家湾村、丰太村、石断河村、桐木沟村、徐庄村、干沟村、良木村、松木村、黄湾村、河口村和敖家村。